# Ilex sintenisii
Ilex sintenisii är en järneksväxtart som först beskrevs av Urban, och fick sitt nu gällande namn av Nathaniel Lord Britton. Ilex sintenisii ingår i släktet järnekar, och familjen järneksväxter. IUCN kategoriserar arten globalt som starkt hotad. Inga underarter finns listade i Catalogue of Life.